# Grzegorz Kłoczko
Grzegorz Kłoczko (ur. 30 stycznia 1963 w Suwałkach) – polski polityk, samorządowiec, menedżer i społecznik.  
Wieloletni radny miejski w Olecku, w tym w latach 2018–2020 przewodniczący Rady, w latach 2014–2017 radny powiatu oleckiego, a w 2017 roku przez jeden miesiąc pełnił funkcję burmistrza Olecka.

## Wykształcenie i praca zawodowa
Uczęszczał do Liceum Ogólnokształcącego w Olecku. Studiował technologię mechaniczną w Instytucie Mechaniki Politechniki Białostockiej, którą ukończył w 1986. Podczas studiów uczestniczył w strajkach studenckich organizowanych przez Niezależne Zrzeszenie Studentów w 1981 roku. Był członkiem i prezesem Studenckiej Agencji Fotograficznej na Politechnice Białostockiej, członkiem Koła Naukowego Fotografii Technicznej i Koła Naukowego Obrabiarek Sterowanych Numerycznie. W 1985 wraz  z J. Lechem zdobył pierwszą nagrodę na Ogólnopolskiej Konferencji Kół Naukowych zorganizowanej przez Akademię Górniczo-Hutniczą w Krakowie za napisanie oprogramowania w języku Fortran do kalibracji pomiarów densytometrycznych  w fotografii technicznej. Po studiach podjął pracę w przemyśle. 
W roku 1991 przebywał  na stypendium w ośrodku telewizyjnym w Dallas prowadzonym przez fundację Lumen 2000. W 1993 uzyskał dodatkowe kwalifikacje  pedagogiczne ze  specjalnością matematyka na Uniwersytecie Warszawskim. Od 1991 roku prowadził działalność wydawniczą, informatyczną i szkoleniową, jednocześnie pracując jako informatyk, dziennikarz i nauczyciel w przedsiębiorstwach prywatnych, samorządowych i szkołach publicznych oraz niepublicznych. Od 1998 skupił się na prowadzeniu działalności wydawniczej.  Opracował i wprowadził na rynek innowacyjne produkty wydawnicze: informatory gospodarcze o zasięgu powiatowym, fotografie wielkoformatowe, fotomapy. W latach 2015–2016 we współpracy z Uniwersytetem Przyrodniczym w Poznaniu, Szkołą Główną Gospodarstwa Wiejskiego w Warszawie oraz Wszechnicą Mazurską w Olecku opracował i wydał reprint dzieł pioniera polskiego piśmiennictwa leśnego – Aleksandra Połujańskiego w 150 rocznicę jego śmierci. Sześciotomowe wydawnictwo uzyskało wyróżnienie prezesa Polskiego Towarzystwa Wydawców Książek na XXV Ogólnopolskim Przeglądzie Książki Turystycznej i Krajoznawczej w Poznaniu w 2017 r. Podczas zorganizowanej przez Augustowsko-Suwalskie Towarzystwo Naukowe w 2017 konferencji naukowej „Aleksander Połujański (1814-1866)”  wygłosił referat nt. wydania dzieł leśnika po 150 latach od śmierci, który został zamieszczony w 17. tomie Rocznika Augustowsko-Suwalskiego. 
W czerwcu 2020 powołany na wiceprezesa zarządu Warmińsko-Mazurskiej Specjalnej Strefy Ekonomicznej w Olsztynie.

## Działalność polityczna
W 1990 roku w wieku 27 lat został radnym pierwszej kadencji Rady Miejskiej w Olecku z list Komitetu Obywatelskiego „Solidarność”. W latach 1993–1994 był członkiem Zarządu Miejskiego w Olecku. Podczas pierwszej kadencji samorządowej pełni funkcję opiekuna Oleckiej Rady Młodzieżowej z ramienia Rady Miejskiej. 
W wyborach w 2002 roku z listy komitetu Dobro Wspólne ponownie wybrany do Rady Miejskiej w Olecku. Ubiegał się także bezskutecznie o urząd burmistrza tego miasta. Zajął trzecie miejsce zdobywając 1272 głosy (19,45% głosów). Następnie wybrany wiceprzewodniczącym Rady Miejskiej. W 2006 r. nie ubiegał się o reelekcję.
W wyborach samorządowych w 2010 ponownie wybrany radnym miejskim. W 2014 zaangażował się w działalność partii Jarosława Gowina – Polska Razem, z list której w 2014 kandydował do Parlamentu Europejskiego. Komitet nie przekroczył wyborczego progu i nie uzyskał mandatów. 
W wyborach samorządowych w  2014 roku został wybrany radnym powiatowym z list lokalnego komitetu. 
W maju 2017 premier Beata Szydło powołała go na pełniącego funkcję burmistrza Olecka w miejsce dotychczasowego p.f. burmistrza Krzysztofa Marka Kosewskiego po tym, gdy na jaw wyszły nieprawidłowości w spółce Skarbu Państwa Cenzin, w które zamieszany miał być Kosewski. W związku z powołaniem, zrezygnował z mandatu radnego.
W 2017 Kłoczko bezskutecznie ubiegał się o stanowisko burmistrza Olecka w przedterminowych wyborach zarządzonych do wygaśnięciu mandatu dotychczasowego włodarza Wacława Olszewskiego po kontroli CBA stwierdzającej naruszenie przez Olszewskiego zakazu łączenia funkcji samorządowej z wykonywaniem działalności gospodarczej przez koło łowieckie, którego był prezesem.
W wyborach samorządowych w 2018 z list lokalnego komitetu - Zjednoczona Prawica Ziemi Oleckiej uzyskał mandat w Radzie Miejskiej. Został następnie wybrany przewodniczącym Rady.
W lipcu 2020 w związku z wyborem na wiceprezesa WMSSE zrezygnował z mandatu radnego. 
Od 2019 reprezentuje Olecko w Unii Miasteczek Polskich, pełniąc jednocześnie funkcję Wiceprezesa Zarządu. 
Był szefem oleckich struktur Porozumienia Jarosława Gowina i członkiem władz okręgowych partii.

## Działalność społeczna
Od 1992 roku działał w ramach Społecznego Towarzystwa Oświatowego, działającego na rzecz szkolnictwa niepublicznego. 
W roku 1995 współtworzył Oleckie Towarzystwo Gospodarcze i został jego wiceprezesem. 
Jako wolontariusz w 2000 roku wspierał stowarzyszenie Lay Missionaries of Charity w Rzymie pełniąc funkcję tłumacza dla polskich członków stowarzyszenia podczas obrad kapituły tej organizacji.
W 2003 był współzałożycielem Fundacji „Zdrowe Olecko” zostając jej pierwszym prezesem. Pełnił następnie funkcję członka Zarządu, a później został przewodniczącym Rady Fundacji. 
W latach 2012–2017 był wiceprezesem stowarzyszenia Inicjatywa Samorządowa Dobro Wspólne. 
Był członkiem Stowarzyszenia Kultury Fizycznej: Sportowego Klubu Tańca Towarzyskiego Promenada w Olecku. 
Założył gazetę Dobro Wspólne Ziemi Oleckiej o charakterze non-profit, w której prowadził w latach 2014-2016 działalność publicystyczno-informacyjną. Publikował także w Tygodniku Oleckim teksty o tematyce samorządowej.

## Życie prywatne
Jest żonaty. Ma czworo dzieci.